# Cap Vilán
El cap Vilán és un cap situat a la Costa da Morte de Galícia. Està situat al municipi de Camariñas, a la província de la Corunya. La zona rocosa i escarpada va ser declarada d'interès nacional l'any 1933 i actualment és Monument Natural.
El far del cap Vilán està situat a 125 metres d'altitud i la seva llum es veu des d'una distància de 55 km. És el far elèctric més antic d"Espanya, que es va encendre per primer cop el 15 de gener de 1896.
El 1890 el vaixell anglès Serpent, que navegava cap a Sierra Leone, es va enfonsar a prop del cap Vilán a causa d'un temporal. Van morir 172 homes que estan enterrats al conegut com a Cementiri dels Anglesos, a poca distància del far.